# Hideo Itami
Kenta Kobayashi (jap. 小林 健太 Kobayashi Kenta; ur. 12 marca 1981 w Sōka) – japoński profesjonalny wrestler, obecnie występujący w federacji WWE w brandzie Raw w dywizji cruiserweight pod pseudonimem ringowym Hideo Itami. Jego styl walki polega na mocnych kopnięciach i ofensywach.
Kobayashi jest również znany z występów w Pro Wrestling Noah jako Kenta (również pisane wielkimi literami), lecz rozpoczął karierę w All Japan Pro Wrestling (AJPW). Z powodu współpracy Noah z amerykańskimi federacjami, Kobayashi występował również dla promocji Ring of Honor (ROH). Początkowo walczył pod swoim prawdziwym imieniem i nazwiskiem, lecz z powodu możliwości pomylenia go z jego trenerem Kentą Kobashim porzucił używanie nazwiska.
Kobayashi jest byłym posiadaczem Global Honored Crown (GHC) Heavyweight Championship, trzykrotnym GHC Junior Heavyweight Championem, trzykrotnym GHC Junior Heavyweight Tag Team Championem i posiadaczem GHC Tag Team Championship. Ponadto jest zwycięzcą turniejów Global League 2012 i Global Tag League 2013.

## Kariera profesjonalnego wrestlera

### All Japan Pro Wrestling (2000)
Przed debiutem w profesjonalnym wrestlingu, Kobayashi grał w baseball i praktykował kickboxing, co przełożyło się na jego styl walki. Zadebiutował 24 maja 2000 na gali federacji All Japan Pro Wrestling, gdzie debiutując w dywizji junior heavyweight zawalczył ze swoim przyszłym partnerem i rywalem, Naomichim Marufujim. Prezydent AJPW Mitsuharu Misawa postanowił opuścić federację i założyć Pro Wrestling Noah, do którego dołączył Kobayashi.

### Pro Wrestling Noah

#### Wczesna kariera (2000–2003)
Jednym z celów Misawy było skupienie się na dywizji junior heavyweight, która nigdy nie była traktowana dobrze w AJPW. Kobayashi powrócił w lipcu 2001 i zaczął występować jako Kenta. Kiedy Naomichi Marufuji musiał zawiesić GHC Junior Heavyweight Championship z powodu odniesienia kontuzji, Kenta wziął udział w turnieju, w którym pokonując Kotaro Suzukiego i Tsuyoshiego Kikuchiego dotarł do finału, lecz tam przegrał z Yoshinobu Kanemaru. Po zakończeniu turnieju przyłączył się do grupy Burning prowadzonej przez jego mentora, Kentę Kobashiego.

#### Junior Heavyweight Champion (2003–2011)
1 marca 2003 Kenta i Naomichi Marufuji po raz pierwszy współpracowali ze sobą w drużynie i pokonali Makoto Hashiego i Yoshinobu Kanemaru. Przy okazji rozpoczęcia turnieju o nowo-wprowadzone GHC Junior Heavyweight Tag Team Championship duo zaczęło regularnie występować. Podczas gal Accomplish Our Third Navigation Tour wygrali turniej pokonując w finale z 16 lipca Jushina Thunder Ligera i Takehiro Murahamę. Pomimo bycia mistrzem, Kenta pragnął zdobyć również GHC Junior Heavyweight Championship, lecz 30 listopada przegrał walkę z panującym mistrzem Takashim Sugiurą.

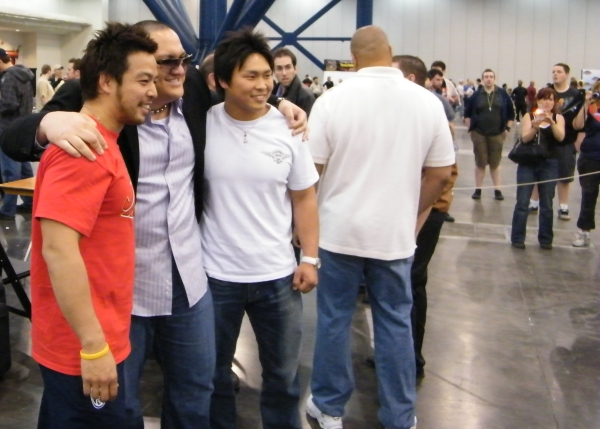
Kenta (po lewej) z Samoa Joem i Katsuhiko Nakajimą.

W nagrodę za dobrej jakości występy w ringu, Kenta otrzymał szansę na stoczenie siedmiu walk z weteranami wrestlingu. W pierwszej walce podczas gal First Navigation pokonał Juventuda Guerrerę, później zaś odnosił zwycięstwa nad Yoshinarim Ogawą i Junem Akiyamą. W ostatniej walce w październiku 2004 przegrał z Marufujim. W międzyczasie on i Marufuji kontynuowali bronienie pasów tag team, między innymi pokonując takie drużyny jak El Samurai i Ryusuke Taguchi, Yoshinari Ogawa i Kotaro Suzuki, Suzuki i Ricky Marvin, Marvin i Suwa oraz Kendo Kashin i Takashi Sugiura. Tytuły utracili na rzecz Kanemaru i Sugiury.
W marcu 2005 rozpoczął rywalizację z SUWĄ, między innymi biorąc udział w brutalnej walce, która zakończyła się dyskwalifikacją SUWY z powodu jego ataku na sędziego. Dzięki zwycięstwu 18 lipca zmierzył się z Yoshinobu Kanemaru i odebrał mu GHC Junior Heavyweight Championship. Dwa miesiące później obronił pas w walce z SUWĄ, a także z alter ego Kotaro Suzukiego, Mushikingiem Terrym. Kenta zaczął współpracę z Katsuyorim Shibatą, gdzie duo chciało zdobyć GHC Tag Team Championship będące tytułami drużynowymi dywizji wagi ciężkiej. 5 marca 2006 Kenta przegrał z Kentą Kobashim w starciu uczeń kontra mistrz. 4 lipca utracił Junior Heavyweight Championship na rzecz Takashiego Sugiury. Po porażce skupił się na zdobyciu GHC Heavyweight Championship, lecz przegrał walkę z mistrzem Naomichim Marufujim.
Kenta spędził większość 2007 występując głównie w walkach drużynowych lub six-man tag team matchach z jego protegowanymi Taijim Ishimorim i Akitoshim Saito. Z powodu współpracy Pro Wrestling Hoah z Ring of Honor (ROH), Kenta zmierzył się w wysoce ocenianych walkach z The Briscoe Brothers, Daveyem Richardsem i Bryanem Danielsonem. Kenta i Ishimori wzięli udział w pierwszym turnieju NTV Junior Heavyweight Tag Team Tournament, gdzie w finale pokonali Marufujiego i Kotę Ibushiego. Po zwycięstwie zmierzyli się z BxB Hulkiem i Shingo Takagim o GHC Junior Heavyweight Tag Team Championship, które zdobyli i niedługo potem utracili na rzecz Yoshinobu Kanemaru i Kotaro Suzukiego. Ostatecznie duo pokonało tych przeciwników w drugim turnieju NTV Junior Heavyweight Tag Team League Tournament.
Po utracie tytułów tag team, Kenta ponownie skupił się na singlowej karierze i pokonał Bryana Danielsona o GHC Junior Heavyweight Championship, co doprowadziło do walki unifikacyjnej z Marufujim, który posiadał World Junior Heavyweight Championship federacji AJPW. Walka zakończyła się remisem czasowym, dzięki czemu obronili swoje tytuły, zaś niektóre media określiły to walką roku.. Kenta utracił swój tytuł w lutym 2009 na rzecz Katsuhiko Nakajimy, lecz w marcu odzyskał tytuł. W październiku musiał zawiesić tytuł z powodu odniesienia kontuzji kolana.
Kenta powrócił 6 czerwca 2010 i przegrał z Naomichim Marufujim o miano pretendenta do Junior Heavyweight Championship. 30 października Kenta i Atsushi Aoki wygrali turniej Nippon TV Cup Junior Heavyweight Tag League pokonując w finale Rodericka Stronga i Eddiego Edwardsa. W rezultacie zmierzyli się o GHC Junior Heavyweight Tag Team Championship, lecz 23 listopada zostali pokonani przez reprezentantów New Japan Pro-Wrestling Kojiego Kanemoto i Tigera Maska. 29 stycznia 2011 Kenta stał się antagonistą i przyłączył się do grupy The Disobey prowadzonej przez Muhammada Yone, Yoshinobu Kanemaru i Genbę Hirayanagiego, przy czym zmienił swój wizerunek zewnętrzny. 5 marca odwrócił się od Yone i wyrzucił go z grupy, zaś tydzień później zmienił nazwę ugrupowania na „No Mercy”. 25 maja Kenta i Kanemaru pokonali Atsushi Aokiego i Kotaro Suzukiego zdobywając zawieszone GHC Junior Heavyweight Tag Team Championship. Po miesiącu przekonywania swojego mentora Yoshihiro Takayamy o przyłączenie się do jego grupy, 26 czerwca ten odwrócił się od swojego partnera Takumy Sano i stał się czwartym członkiem ugrupowania. Kenta i Kanemaru dotarli do finałów Junior Tag League, lecz 30 lipca przegrali w finale z Aokim i Suzukim. 18 sierpnia on i Takayama wygrali Noah 2 Day Tag Team Tournament, zaś sześć dni później Kenta i Kanemaru skutecznie obronili swoje tytuły tag team w walce z Aokim i Suzukim. 23 września skonfrontował się z posiadaczem GHC Heavyweight Championship Go Shiozakim, który pokonał Takayamę broniąc tytułu. Kenta zdobył miano pretendenta do tego tytułu pokonując Takashiego Sugiurą w dniu 10 października, lecz sześć dni później on i Kanemaru utracili GHC Junior Heavyweight Tag Team Championship na rzecz Aokiego i Suzukiego.

#### Przejście do dywizji wagi ciężkiej (2011–2013)
Podczas halloweenowego show z 31 października 2011, Kenta wyzwał drużynę z NJPW Bad Intentions (Giant Bernarda i Karla Andersona) do pojedynku o GHC Heavyweight Tag Team Championship. Walka miała odbyć się na początku 2012, ale z powodu kontuzji Kenty wycofano ją. W listopadzie wziął udział w Noah's Global Tag League, gdzie podczas gali zaprezentował swój ruch „Game Over”. Dotarł do finału z 20 listopada, lecz przegrał w nim z Takeshim Morishimą. Tydzień później przegrał z Go Shiozakim o miano pretendenta do tytułu wagi ciężkiej. W grudniu 2011 Kenta ponownie zerwał więzadło krzyżowe przednie, co wymagało operacji. Tokyo Sports wybrało go jako technicznego wrestlera 2011. Pomimo kontuzji menedżerował członków No Mercy, a 14 lutego 2012 zrekrutował Shuhei Taniguchi’ego jako piątego członka grupy, przy okazji zmieniając jego pseudonim ringowy na „Maybach”.
Do ringu powrócił 22 lipca 2012, gdzie przegrał w singlowej walce z Naomichim Marufujim. 8 października Kenta i Maybach pokonali Magnusa i Samoa Joe zdobywając GHC Tag Team Championship. Tytuły utracili osiemnaście dni później na rzecz Akitoshiego Saito i Go Shiozakiego. 23 listopada Kenta wygrał turniej Global League 2012.

#### Heavyweight Champion (2013–2014)
27 stycznia 2013 podczas gali Great Voyage 2013, Kenta pokonał Takeshi Morishimę o GHC Heavyweight Championship. 9 lutego Maybach odwrócił się od Kenty i ukradł jego pas mistrzowski. Tydzień później Kenta wziął udział w podróży do Ameryki Południowej z federacją Alianza Latinoamericana de Lucha Libre (AULL), gdzie wygrał Torneo Latino Americano de Lucha Libre pokonując w finale Super Crazy’ego.. 10 marca obronił GHC Heavyweight Championship w walce z Maybachem. 28 kwietnia Kenta i Yoshihiro Takayama pokonali Katsuhiko Nakajimę i Kensuke Saksaki’ego w finale turnieju Global Tag League 2013. 11 maja był częścią ostatniej walki Kenty Kobashiego podczas gali Final Burning in Budokan, gdzie on, Go Shiozaki, Maybach i Yoshinobu Kanemaru zostali pokonani przez Kobashiego, Juna Akiyamę, Keiji Mutoha i Kensuke Sasakiego. Dzień później ponownie obronił swój tytuł w walce z Takashim Sugiurą. 2 czerwca pokonał reprezentanta New Japan Pro-Wrestling i panującego mistrza GHC Tag Team Championship Toru Yano. Sześć dni później Kenta i Takayama przegrali z Yano i Takashim Iizuką o tytuły tag team. 7 lipca po raz czwarty obronił GHC Heavyweight Championship pokonując Naomichiego Marufujiego. 5 października Kenta ósmy raz obronił swój tytuł pokonując reprezentanta federacji Diamond Ring Katsuhiko Nakajimę, dzięki czemu stał się pierwszym wrestlerem, który w przeciągu roku obronił tenże tytuł osiem razy. Panowanie Kenty zakończyło się 5 stycznia 2014, kiedy to utracił mistrzostwo na rzecz Takeshiego Morishimy.
3 lutego 2014 rywalizacja Kenty i Maybacha zakończyła się w no disqualification matchu, który wygrał Kenta. Kiedy Yuji Nagata pokonał Morishimę o GHC Heavyweight Championship, Kenta stał się pretendentem, aczkolwiek 22 lutego przegrał walkę z nowym mistrzem. 30 kwietnia odbyła się konferencja prasowa, podczas której Kenta ogłosił odejście z federacji. W swojej ostatniej walce z 17 maja on i Naomichi Marufuji pokonał Katsuhiko Nakajimę i Takashiego Sugiurę.

### Ring of Honor (2005–2007; 2008–2009)

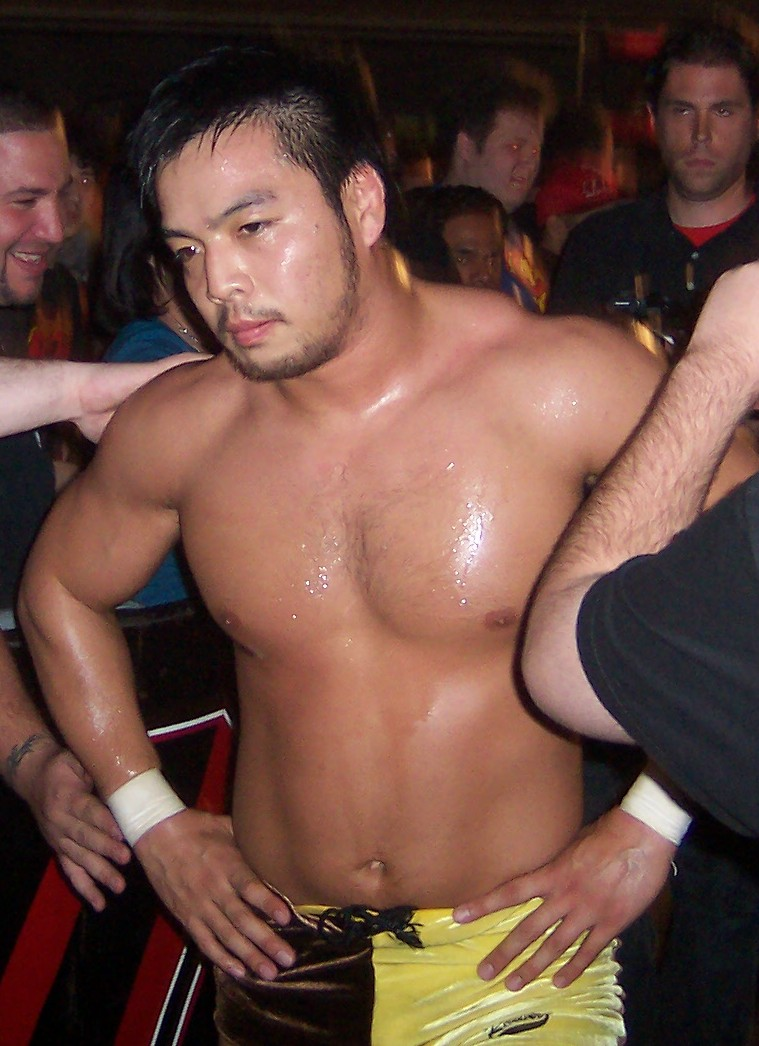
Kenta na gali federacji Ring of Honor (ROH) we wrześniu 2008.

Prócz występów w Pro Wrestling Noah, Kenta wyruszył do Stanów Zjednoczonych i zawalczył podczas gali Final Battle 2005 federacji Ring of Honor (ROH) w roli face’a; obronił GHC Junior Heavyweight Championship w walce z Low Kim. Do promocji powrócił rok później podczas gali Best in the World z 25 marca, gdzie on i Naomichi Marufuji pokonali Samoa Joe i posiadacza ROH World Championship Bryana Danielsona. Kenta wrócił na gali In Your Face i wziął udział w trzyosobowej walce z Joe i Danielsonem, którą ponownie wygrał. Jego pierwsza porażka nastąpiła, kiedy to on i Davey Richards przegrali w walce z The Briscoe Brothers. Doprowadziło to do serii walk pomiędzy nim a Richardsem, w tym walk drużynowych. Podczas gali Glory by Honor V: Night 2 przegrał z Danielsonem w ROH World Championship.
Kenta powrócił do ROH 11 maja 2008 i zwyciężył w pojedynku z Deliriousem. Podczas pierwszej gali pay-per-view ROH, Respect is Earned, Kenta i Nigel McGuinness przegrali z Danielsonem i Takeshim Morishimą. Kolejne miesiące spędził na kontynuacji rywalizacji z Richardsem. Podczas gali Glory by Honor VI walka Kenty i GHC Heavyweight Championa Mitsuharu Misawy z Takeshim Morishimą i Naomichim Marufujim zakończyła się remisem czasowym. Dzień później przegrał z Misawą o GHC Heavyweight Championship. Podczas gali z okazji siedmiolecia istnienia federacji, Nigel McGuinness obronił ROH World Championship w starciu z Kentą. Na gali Take No Prisoners 2009 Kenta i Tyler Black wygrali walkę z Katsuhiko Nakajimą i Austinem Ariesem. Kobayashi miał wrócić do ROH w listopadzie 2009, lecz z powodu odniesienia kontuzji kolana został wycofany z kolejnych wystąpień.

### WWE

#### NXT (2014–2017)

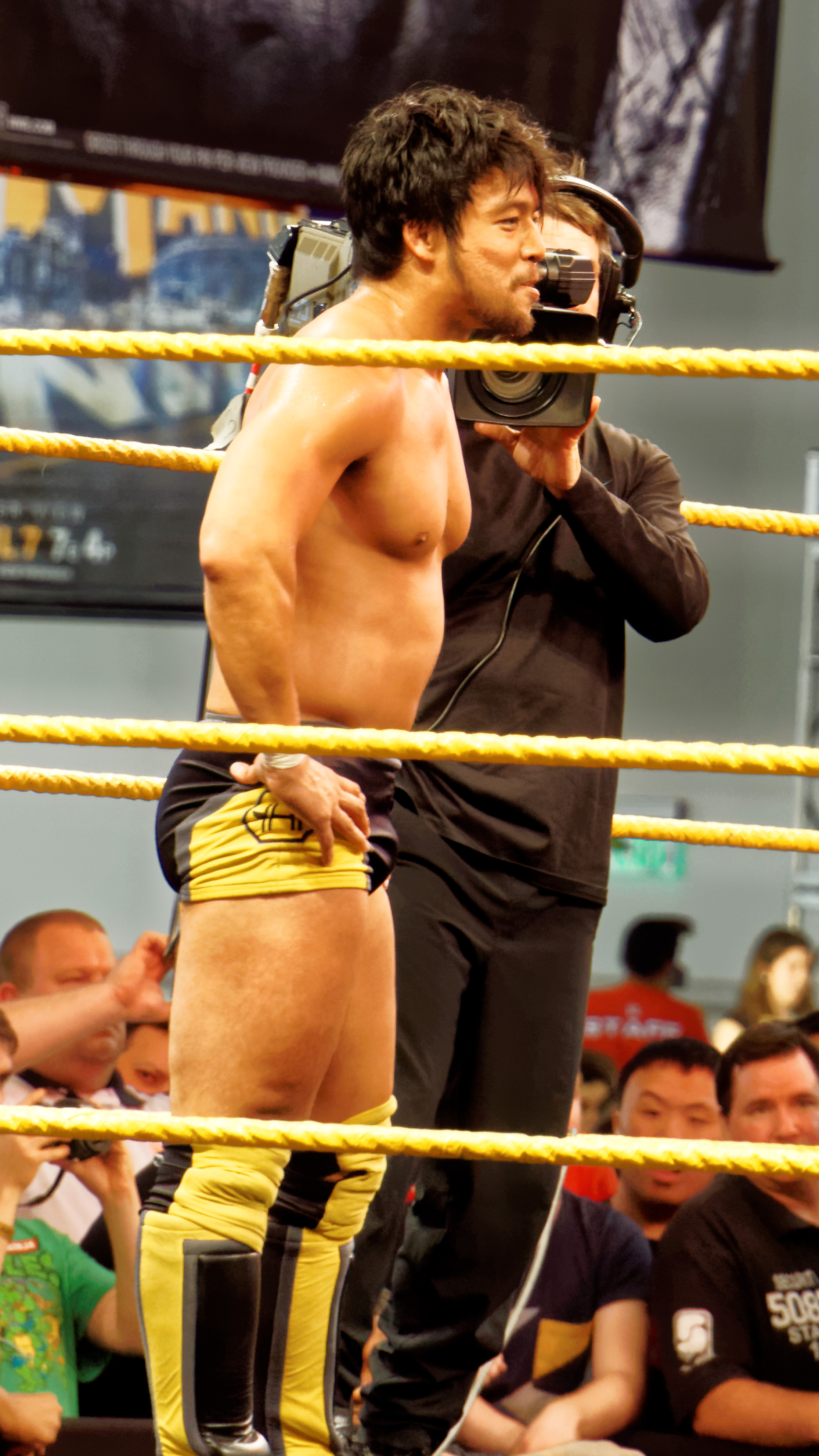
Itami podczas WrestleMania Axxess w marcu 2015.

27 stycznia 2014 Kenta wziął udział w tryoutach federacji WWE w WWE Performance Center w Orlando. W wywiadzie Kenta powiedział, że nie został mu zaoferowany kontrakt, aczkolwiek chciał spełnić marzenie treningów z pracownikami WWE. 27 czerwca Tokyo Sports potwierdziło, że Kenta jednak podpisał kontrakt z WWE. Kenta przeprowadził się do Orlando, gdzie kontynuował treningi w Performance Center i został przypisany do rozwojowego brandu NXT.
Kobayashi zadebiutował 11 września podczas gali NXT TakeOver: Fatal 4-Way pod pseudonimem Hideo Itami, gdzie skonfontował się z drużyną The Ascension. Jego pierwsza walka odbyła się podczas nagrań tygodniówek NXT, gdzie pokonał Justina Gabriela, lecz został zaatakowany przez The Ascension. Rywalizacja z The Ascension doprowadziła do poinformowania, że za niedługo zadebiutuje nowy wrestler w NXT, który pomoże Itami'emu. W listopadzie zadebiutował Finn Bálor, gdzie miesiąc później duo pokonało The Ascension podczas gali NXT TakeOver: R Evolution. Itami odniósł pierwszą porażkę 15 stycznia 2015 podczas tygodniówki NXT przegrywając z Bálorem podczas półfinału turnieju o miano pretendenta do NXT Championship. Podczas gali NXT TakeOver: Rival pokonał Tylera Breeze'a w singlowym starciu. 27 marca wygrał turniej NXT odbywający się podczas WrestleMania Axxess, dzięki czemu mógł wziąć udział w André the Giant Memorial Battle Royalu podczas pre-show WrestleManii 31, w którym został wyeliminowany przez zwycięzcę Big Showa.
20 maja na gali NXT TakeOver: Unstoppable, Itami miał być częścią trzyosobowej walki o miano pretendenta do NXT Championship, lecz kilka dni wcześniej odniósł kontuzję ramienia. W styczniu 2016 zostało poinformowane, że po operacji miał kilka komplikacji i nie była znana data jego powrotu.
Itami powrócił do ringu 30 czerwca 2016 podczas gali typu house show, gdzie on i TM-61 pokonali Samoa Joe, Blake’a i Tino Sabbatelliego. 3 sierpnia powrócił do telewizji i podczas tygodniówki NXT pokonał Seana Malutę. Podczas gali NXT TakeOver: Brooklyn II skonfrontował się z Austinem Ariesem, któremu wykonał ruch GTS. 12 października odniósł kolejną kontuzję po źle wykonanym powerslamie, wskutek czego nie mógł kontynuować uczestnictwa w turnieju Dusty Rhodes Tag Team Classic z Kotą Ibushim. 19 kwietnia 2017 skonfrontował się z posiadaczem NXT Championship Bobbym Roodem, którego spoliczkował i wykonał mu GTS. Doprowadziło to do walki na majowej gali NXT TakeOver: Chicago, gdzie Itami nie zdołał odebrać tytułu od Roode’a. 7 czerwca sfrustrowany Itami zmierzył się z Oneyem Lorcanem, gdzie walka zakończyła się bez rezultatu, a Itami wykonał mu trzy razy GTS. Do ringu wkroczył Kassius Ohno, który odpędził Itamiego z ringu. 5 lipca Itami i Ohno zmierzyli się z Sanity (Killianem Dainem i Alexandrem Wolfem), lecz przegrali, kiedy to Itami nie chciał się zmienić z Ohno. 26 lipca zmierzył się z Ohno w walce wieczoru, aczkolwiek specjalnie się zdyskwalifikował wykonując przeciwnikowi cios w krocze i brutalnie go atakując, wskutek czego stał się heelem. 2 sierpnia wygłosił wypowiedź w ringu, w której stwierdził, że żąda respektu od fanów, lecz do ringu wyszedł Aleister Black, który wykonał mu Black Mass Itami attempted to assault Black following the event, but the two were separated by fellow talent.. Podczas gali NXT TakeOver: Brooklyn III Itami przegrał z Blackiem.

#### Dywizja cruiserweight (od 2017)
21 listopada 2017 zostało ogłoszone, że Itami zostanie przeniesiony do głównego rosteru federacji i będzie częścią dywizji cruiserweight brandu Raw.

## Styl walki
- Finishery
  - Jako Hideo Itami
    - Diving double foot stomp[67] – 2014
    - GTS – Go-To-Sleep[5][89][90] – 2015–present – innowator
    - Shotgun Kick[5] (Running single leg front dropkick)[91] – 2015–2016
    - Spinning roundhouse kick w klęczącego przeciwnika[92][93] – 2014
    - Busaiku Knee Kick (Running single leg high knee)

  - Jako Kenta
    - Busaiku he no Hizageri[94] / Busaiku Knee Kick[1][15] (Running single leg high knee)[94]
    - Game Over (Omoplata crossface)[2][26] – 2011–2014; zaadaptowane od Daniela Bryana
    - Go 2 Sleep[1][2][15][94][95][96] – innowator[97]
- Inne ruchy
  - Jako Hideo Itami
    - Tornado DDT w stronę lin ringu[91][98][99][100]

  - Jako Kenta
    - Bridging tiger suplex[15]
    - Falcon Arrow (Sitout suplex slam)[15][94]
    - Fisherman buster[15]
    - Koutoubu Kick (Roundhouse kick)[15]
    - Slingshot leg drop[15]
    - High-angle sitout powerbomb wykonany z rozbiegu lub stojąc[15]
    - Ura Go 2 Sleep (Argentine backbreaker rack z dodaniem knee liftu w tył głowy przeciwnika)[94] – innowator
- Przydomki
  - „Black Sun”[41]
  - „The International/Japanese Sensatio”"[101][102]
- Motywy muzyczne
  - „No Light Theory” ~ Brahman[94] (Noah)
  - „Where da Hood At?” ~ DMX[94] (Noah)
  - „Art & Life” ~ Twista, Freeway, Memphis Bleek i Young Chris[94] (Noah/AAA)
  - „What You Know” (Instrumental) ~ T.I.[94] (Noah)
  - „Enio” ~ Sebastian[2]
  - „Tokiwakita (Time Has Come)” ~ CFO$[103] (NXT / WWE; od 2014)

## Mistrzostwa i osiągnięcia
- Alianza Latinoamericana de Lucha Libre
  - Torneo Latino Americano de Lucha Libre (2013)[29]
- Pro Wrestling Illustrated
  - PWI umieściło go w top 500 wrestlerów rankingu PWI 500: 65. miejsce w 2005; 36. miejsce w 2006; 45. miejsce w 2007; 97. miejsce w 2008; 74. miejsce w 2009; 132. miejsce w 2010; 173. miejsce w 2011; 174. miejsce w 2012; 22. miejsce w 2013; 32. miejsce w 2014; 38. miejsce w 2015; 156. miejsce w 2017[104]
- Pro Wrestling Noah
  - GHC Heavyweight Championship (1 raz)[2][27]
  - GHC Junior Heavyweight Championship (3 razy)[2]
  - GHC Junior Heavyweight Tag Team Championship (3 razy) – z Maomichim Marufujim (1)[105], Taijim Ishimorim (1) i Yoshinobu Kanemaru (1)[2]
  - GHC Tag Team Championship (1 raz) – z Maybachem Taniguchim[2][24]
  - 2 Days Tag Tournament (2011) – z Yoshihiro Takayamą
  - Differ Cup (2005) – z Naomichim Marufujim
  - Global League (2012)[26]
  - Global Tag League (2013) – z Yoshihiro Takayamą[32]
  - Matsumoto Day Clinic Cup Contention Heavyweight Battle Royal (2013)[106]
  - One Day Six Man Tag Team Tournament (2002) – z Kentą Kobashim i Kentaro Shigą[107]
  - Nippon TV Cup Junior Heavyweight Tag League (2007, 2008 i 2010) – z Taijim Ishimorim (2007 i 2008) oraz Atsushim Aokim (2010)[2][22]
  - Global Tag League Fighting Spirit Award (2014) – z Yoshihiro Takayamą[108]
- Tokyo Sports
  - Best Bout Award (2006) vs. Naomichi Marufuji z 29 października[109]
  - Best Tag Team Award (2003) z Naomichim Marufujim[109]
  - Outstanding Performance Award (2013)[110]
  - Technique Award (2011)[111]
- Wrestling Observer Newsletter
  - Najlepsza akcja (2006 i 2007) Go 2 Sleep[112]
  - Najlepszy tag team (2003 i 2004) z Naomichim Marufujim[112]